# Kalle Maalahti
Kalle Maalahti, född 30 april 1991 i Villmanstrand, är en finländsk professionell ishockeyspelare som spelar för Kalmar HC i Hockeyallsvenskan.